# Pennisetum trisetum
Pennisetum trisetum är en gräsart som beskrevs av Georg Gustav Paul Leeke. Pennisetum trisetum ingår i släktet borstgräs, och familjen gräs. Inga underarter finns listade i Catalogue of Life.